# 右派系市民グループ
右派系市民グループ（うはけいしみんグループ）とは、日本に存在する政治的活動を行う団体の一形態。公安警察や公安調査庁が用いる専門用語である。
警察庁広報誌『焦点』では、「極端な民族主義・排外主義的主張に基づいて、外国人参政権反対等を主張するグループ」に対して「いわゆる」と頭書きをした上で、右派系市民グループとしている。また、右派系市民グループによる活動は、一部では右派系市民グループの反対勢力との間でトラブルが発生している。
右派系市民グループを極右と呼ぶべきではないかという意見もあるが、2010年9月2日の国家公安委員会定例委員会において警察庁警備局長西村泰彦は、右派系市民グループは暴力的な破壊活動を行っていないので、「極右」という語は馴染まないと回答している。また、委員の一人だった葛西敬之は、これまではマスコミによる国民の知る権利の事実上の統制御が行われていたため、組織化された意見だけが強くアピールされていたが、インターネットの普及によって、いわゆる「声なき声」が出てきたものだとしている。また、警察庁が発表する国内外の治安情勢を分析した2010年版『治安の回顧と展望』では民族主義・排外主義的主張に基づく右派系市民グループや右翼の動向などを翌年への懸念材料として挙げている。
警察庁の発表資料では、右派系市民グループの具体的な団体名を挙げてこなかったが、2014年版『治安の回顧と展望』で初めて在日特権を許さない市民の会を右派系市民グループの象徴的、代表的なものとして団体名を明記した。